# Eremocaulon asymmetricum
Eremocaulon asymmetricum là một loài thực vật có hoa trong họ Hòa thảo. Loài này được (Soderstr. & Londoño) Londoño mô tả khoa học đầu tiên năm 2002.